# Tramway d'Ienakiieve
Le tramway d'Ienakiieve est le réseau de tramways de la ville d'Ienakiieve, en Ukraine. Le réseau est composé de trois lignes. Sa première ligne a été mise en service en 1932.

## Réseau actuel

### Aperçu général
Le réseau compte trois lignes :
- 1 : Красний Городок − Черемушки
- 3 : Шахта «Червоний Жовтень» − Черемушки
- 4 : Військкомат − Брайляна